# Brug 1941
Brug 1941 is een bouwkundig kunstwerk in Amsterdam-Centrum.
De vaste brug in de vorm van een viaduct maakt onderdeel uit van tracé naar en uit de IJ-tunnel. Om die tunnel verkeerstechnisch vanuit het centrum te kunnen bereiken werd een groot deel van de bebouwing langs Valkenburgerstraat en Foeliestraat gesloopt. Die straten waren nauw terwijl de benodigde toevoerweg minstens 45 meter breed moest zijn. Nadat in 1955 het daadwerkelijke besluit tot bouw van de tunnel was genomen begon de gemeente in 1957 met onteigening. Deze onteigening volgde op een onteigening in 1938 voor het bouwen aan de binnenring, die echter op die plaats geen voltooiing kreeg. De toen gepleegde sloop was onvoldoende voor het nieuwe verkeersplein. Na de start van onteigening kwam het project stil te liggen vanwege ruzie tussen het Rijk en de Stad. In 1963 waren er voldoende panden onteigend waardoor sloop van huizen en bouw van de brug konden beginnen. 
Er was op dat stuk land een geleidelijke verdiepende weg nodig richting naar en uit de tunnel. Echter daar lag de belangrijke verkeersader Prins Hendrikkade dwars. Er kwam een viaduct om een ongelijkvloerse kruising mogelijk te maken. Bewoners van het restje Foeliestraat kregen een bouwput voor de deur met een dalende weg richting de Marinewerfkade, die bij voortgang van de bouw van de tunnel geheel verdween. Om het doorgaande verkeer op de Prins Hendrikkade te laten doorstromen werd er een dwarsweg binnen de Foeliestraat aangelegd. Voor voetgangers kwam er een noodbrug. Aan brug 1941 werd in de periode 1963 tot 1965 gewerkt. Om de aansluitingen op de kruising mogelijk te kunnen maken komt de weg richting tunnel even naar boven om vervolgens de tunnel in te duiken. Die kleine heuvel kwam grofweg op de plek waar voorheen een strandje had gelegen aan de IJ-gracht. Ook dit stadstafereel verdween. Dat dalen en rijzen leverde waterafvoerproblemen op, want het diepte punt onder het viaduct mocht niet vollopen; er kwamen ter plaatste pompen om de diepte vrij te houden van water. De verwachting in 1964 was dat het viaduct eind 1965 in gebruik kon worden genomen. Op 5 of 6 oktober 1965 kon de brug geopend worden door wethouder R. de Wit.
De IJ-tunnel en omliggende infrastructuur was ontworpen door de Dienst der Publieke Werken afdeling Tunnelbouw, maar de specifieke esthetische architect is vooralsnog niet bekend. De brugnummerserie 1900 is van veel later datum; net als brug 1942 kreeg de brug pas in de jaren negentig een brugnummer; door de bouw van de Zeeburgertunnel was het complex meer een kruising van stadswegen geworden. 

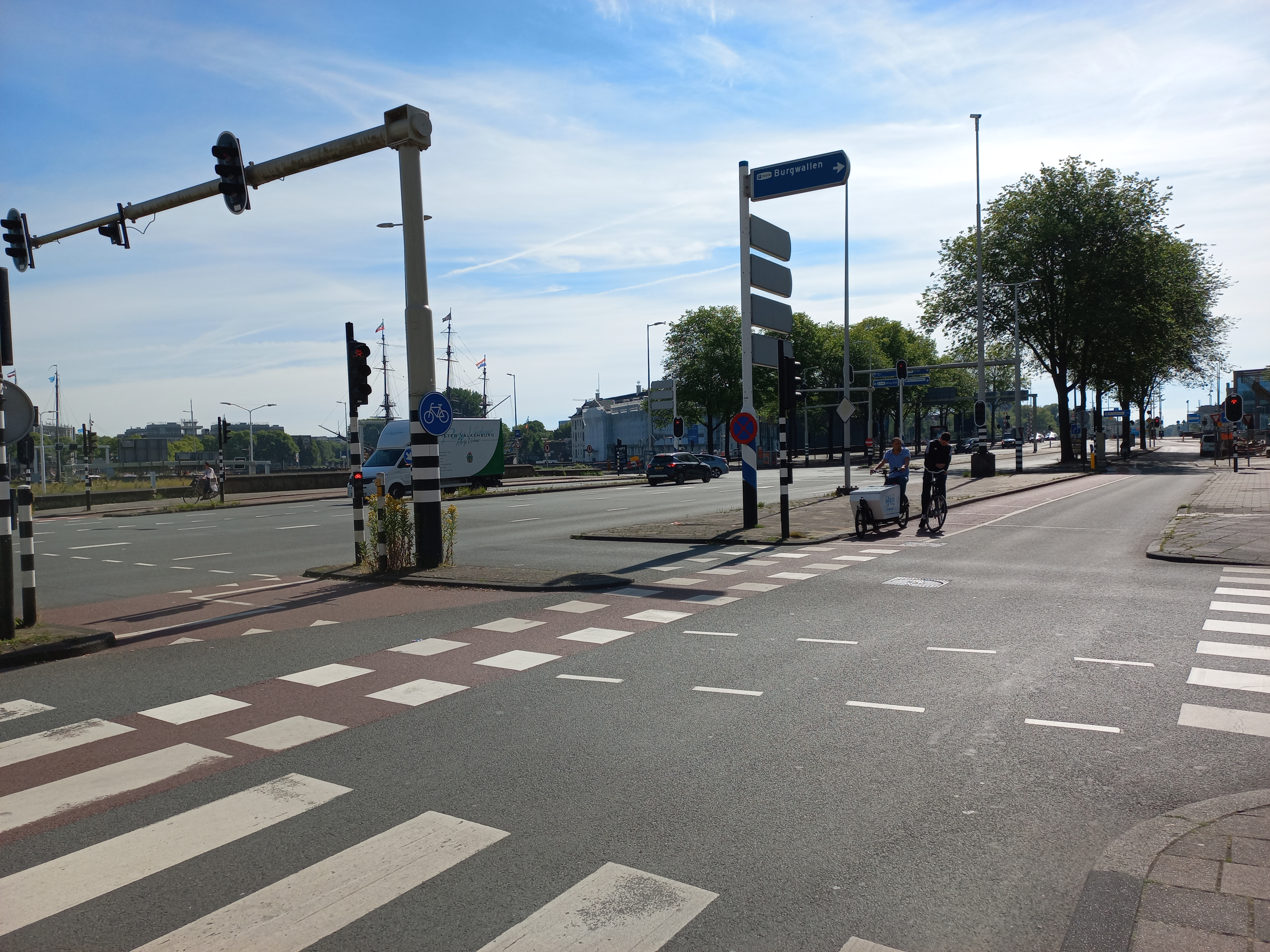
De bovenkant van Brug 1941 (juli 2022)

<<< · 1900 · 1901 · 1902 · 1904 · 1906 · 1907 · 1908 · 1909 · 1910 · 1911 · 1913 · 1914 · 1915 · 1916 · 1917 · 1919 · 1920 · 1922 · 1923 · 1925 · 1927 · 1929 · 1930 · 1931 · 1932 · 1933 · 1935 · 1936 · 1937 · 1938 · 1939 · 1940 · 1941 · 1942 · 1944 · 1945 · 1946 · 1947 · 1948 · 1949 · 1950 · 1951 · 1952 · 1953 · 1954 · 1955 · 1956 · 1957 · 1958 · 1959 · 1960 · 1961 · 1962 · 1963 · 1964 · 1965 · 1966 · 1967 · 1968 · 1969 · 1970 · 1971 · 1972 · 1973 · 1974 · 1975 · 1976 · 1977 · 1978 · 1979 · 1980 · 1981 · 1982 · 1983 · 1984 · 1985 · 1986 · 1987 · 1988 · 1989 · 1990 · 1991 · 1992 · 1993 · 1994 · 1995 · 1996 · 1997 · 1998 · 1999 · >>>
Brugnummers 1903, 1905, 1912, 1918, 1921, 1924, 1926, 1928, 1934, 1943 zijn niet (meer) in gebruik (januari 2021)